# 당산로 (서울)
당산로(堂山路)는 서울특별시 영등포구 문래동 문래공원 사거리에서 당산동 당산역을 잇는 왕복 6차선 도로로써, 총 연장은 2.5km이다.

## 노선
- 문래공원 사거리(도림로) - 문래역 - 영등포유통상가 사거리 - 영등포구청역 - 영등포구청 사거리 - 당서중학교 - 당산역

## 연결 도로
이 도로의 기점인 문래공원 사거리에서는 도림로, 선유로가 연결되며, 종점인 당산역에서는 노들로가 연결된다.

## 주요 건물 및 시설
- 문래예술공단
- 문래공원
- 문래역
- 홈플러스 영등포점
- 남부교육지원청
- 양화중학교
- 영등포유통상가
- 영등포구청역
- 영등포구청
- 당서초등학교
- 당산역